# Mettray
Mettray település Franciaországban, Indre-et-Loire megyében. Lakosainak száma 2079 fő (2022. január 1.). Mettray Chanceaux-sur-Choisille, Charentilly, La Membrolle-sur-Choisille, Notre-Dame-d’Oé, Saint-Antoine-du-Rocher, Saint-Cyr-sur-Loire és Tours községekkel határos.

## Népesség
A település népességének változása:
| Lakosok száma | 1021 | 1368 | 1916 | 1882 | 2065 | 2031 | 2068 | 2068 | 2057 | 2079 |
|               | 1968 | 1982 | 1990 | 2006 | 2013 | 2015 | 2017 | 2019 | 2020 | 2022 |